# Немесис Рекърдс
„Немесис Рекърдс“ е независима звукозаписна компания от Съединените щати. Лейбълът издава дебютния студиен албум на американската пънк рок група Офспринг през 1989 година, както и техния EP албум който излиза през 1991 година наречен Baghdad. „Немесис“ е основана от Големият Франк Харисън, разпределен по Карго Рекърдс от Канада и затворен през 1993 година.

## Изпълнители
- A Chorus Of Disapproval
- Against The Wall
- Bloodline
- Bonesaw
- Billingsgate
- Brujeria
- B'zrker
- Chicano-Christ
- The Chorus
- Crankshaft
- Curios George
- Downside
- Face Value
- Final Conflict
- Fishwife
- Gameface
- Haywire
- Hunger Farm
- Intent To Injure
- Left Inside
- The Offspring
- Olivelawn
- Once And For All
- One Step Ahead
- Our Band Sucks
- Pitchfork
- Pointfork
- Point Blank
- Reason To Believe
- Schleprock
- Smile
- Toetag
- Uniform Choice
- Vision
- Visual Discrimination
- Walk Pround